# Aramaio
Aramaio (offiziell und baskisch; spanisch Aramayona) ist eine spanische Gemeinde in der Provinz Álava (Autonome Gemeinschaft Baskenland).

## Geschichte

### Namensherkunft
Laut einigen Philologen wie Julio Caro Baroja wäre Aramayona ein Anthroponym vom lateinischen Namen Aramaeus, der nicht dokumentiert ist, aber Aramäisch bedeutet. Es könnte auch von einem ähnlichen Namen wie Alamaeus, Alabaeus oder Arabaeus stammen. Nach dieser Hypothese wäre eine Aramaiona-Villa Eigentum dieses Aramäus gewesen.
Die ältesten Erwähnungen dieses Ortsnamens stammen aus dem 14. Jahrhundert – das kastilische Aramayona, das baskische Aramayo und eine Zwischenversion (Aramayon=. Im Spanischen wurde offenbar eine konservativere Form des Toponyms beibehalten, während es sich im Baskischen durch den Verlust des intervokalischen n und die Reduktion oa->o entwickelte. Aramayona->Aramayo(n)a->Aramayo(a).
Der Ortsname wird heutzutage in der baskischen Sprache lokal als Aramaixo ausgesprochen, mit einem stimmlosen präpalatalen Frikativ, der die Worttrennung verstärkt. Die standardisierte Version des Toponyms in der baskischen Sprache ist jedoch Aramaio.

## Gliederung
Die Gemeinde besteht aus acht Anteiglesias und einer Concejo:

### Anteiglesias
- Arexola (spanisch: Aréjola)
- Azkoaga (spanisch: Azcoaga)
- Barajuen (spanisch: Barajuén)
- Etxaguen (spanisch: Echagüen)
- Gantzaga (spanisch: Ganzaga)
- Ibarra
- Untzilla (spanisch: Uncella)
- Uribarri (spanisch: Uríbarri)

### Concejo
- Oleta (spanisch: Olaeta)

Ibarra, mit 902 Einwohnern im Jahr 2015, ist der Hauptort und urbanes Gebiet. Oleta hat die Besonderheit, eine gewisse administrative Autonomie zu haben.

## Politik

### Wahlergebnisse
| Politische Partei                                            | 2019                | 2019                      | 2015                | 2015                      | 2011                | 2011                      | 2007                | 2007                      | 2003                | 2003                      | 1999                | 1999                      | 1995                | 1995                      |
| Politische Partei                                            | Prozent der Stimmen | Mitglieder im Gemeinderat | Prozent der Stimmen | Mitglieder im Gemeinderat | Prozent der Stimmen | Mitglieder im Gemeinderat | Prozent der Stimmen | Mitglieder im Gemeinderat | Prozent der Stimmen | Mitglieder im Gemeinderat | Prozent der Stimmen | Mitglieder im Gemeinderat | Prozent der Stimmen | Mitglieder im Gemeinderat |
| EH Bildu / Bildu                                             | 68,76               | 7                         | 65,43               | 6                         | 60,72               | 6                         | -                   | -                         | -                   | -                         | -                   | -                         | -                   | -                         |
| Eusko Alderdi Jeltzalea-Partido Nacionalista Vasco (EAJ-PNV) | 23,30               | 2                         | 28,15               | 3                         | 16,03               | 1                         | 31,87               | 3                         | 93,04               | 9                         | 44,04               | 4                         | 37,22               | 4                         |
| Partido Socialista de Euskadi-Euskadiko Ezkerra (PSE-EE)     | 1,69                | 0                         | 1,60                | 0                         | 0,90                | 0                         | 1,39                | 0                         | 2,64                | 0                         | -                   | -                         | -                   | -                         |
| Partido Popular (PP)                                         | 0,12                | 0                         | -                   | -                         | 0,34                | 0                         | 0,64                | 0                         | 1,47                | 0                         | 0,45                | 0                         | -                   | -                         |
| Aramaioko Alkartasuna (AA)                                   | -                   | -                         | -                   | -                         | 19,98               | 2                         | -                   | -                         | -                   | -                         | -                   | -                         | -                   | -                         |
| Ezker Batua-Berdeak (EB-B)                                   | -                   | -                         | -                   | -                         | -                   | -                         | 3,32                | 0                         | -                   | -                         | -                   | -                         | -                   | -                         |
| Eusko Alkartasuna (EA)                                       | -                   | -                         | -                   | -                         | -                   | -                         | 15,19               | 1                         | -                   | -                         | 30,77               | 3                         | 36,47               | 3                         |
| Eusko Abertzale Ekintza-Acción Nacionalista Vasca (EAE-ANV)  | -                   | -                         | -                   | -                         | -                   | -                         | 45,67               | 5                         | -                   | -                         | -                   | -                         | -                   | -                         |
| Unidad Alavesa (UA)                                          | -                   | -                         | -                   | -                         | -                   | -                         | -                   | -                         | 0,29                | 0                         | -                   | -                         | 0,05                | 0                         |
| Euskal Herritarrok (EH)                                      | -                   | -                         | -                   | -                         | -                   | -                         | -                   | -                         | -                   | -                         | 23,41               | 2                         | -                   | -                         |
| Herri Batasuna (HB)                                          | -                   | -                         | -                   | -                         | -                   | -                         | -                   | -                         | -                   | -                         | -                   | -                         | 24,44               | 2                         |

## Bilder

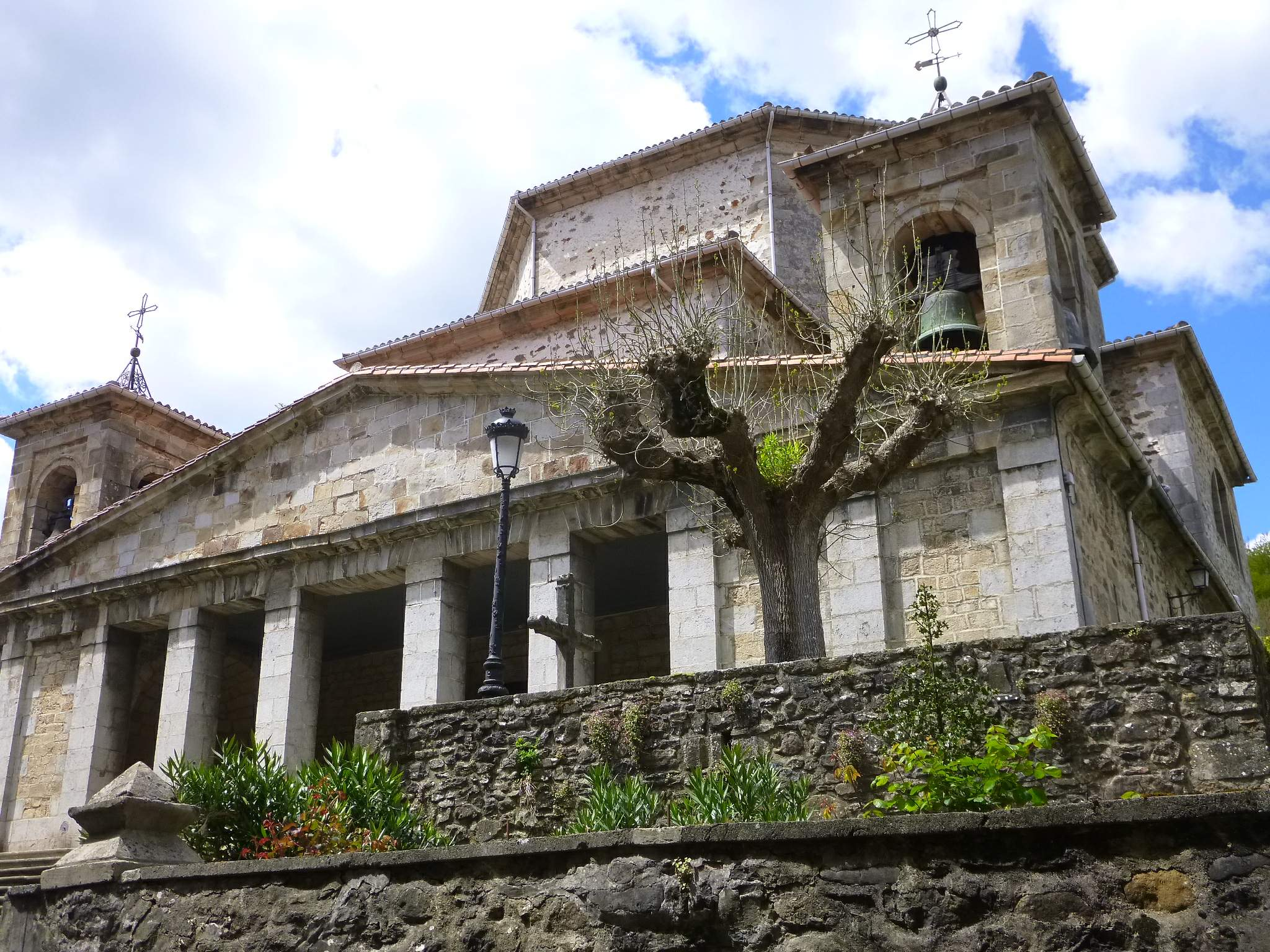
Kirche San Martín de Zalgo
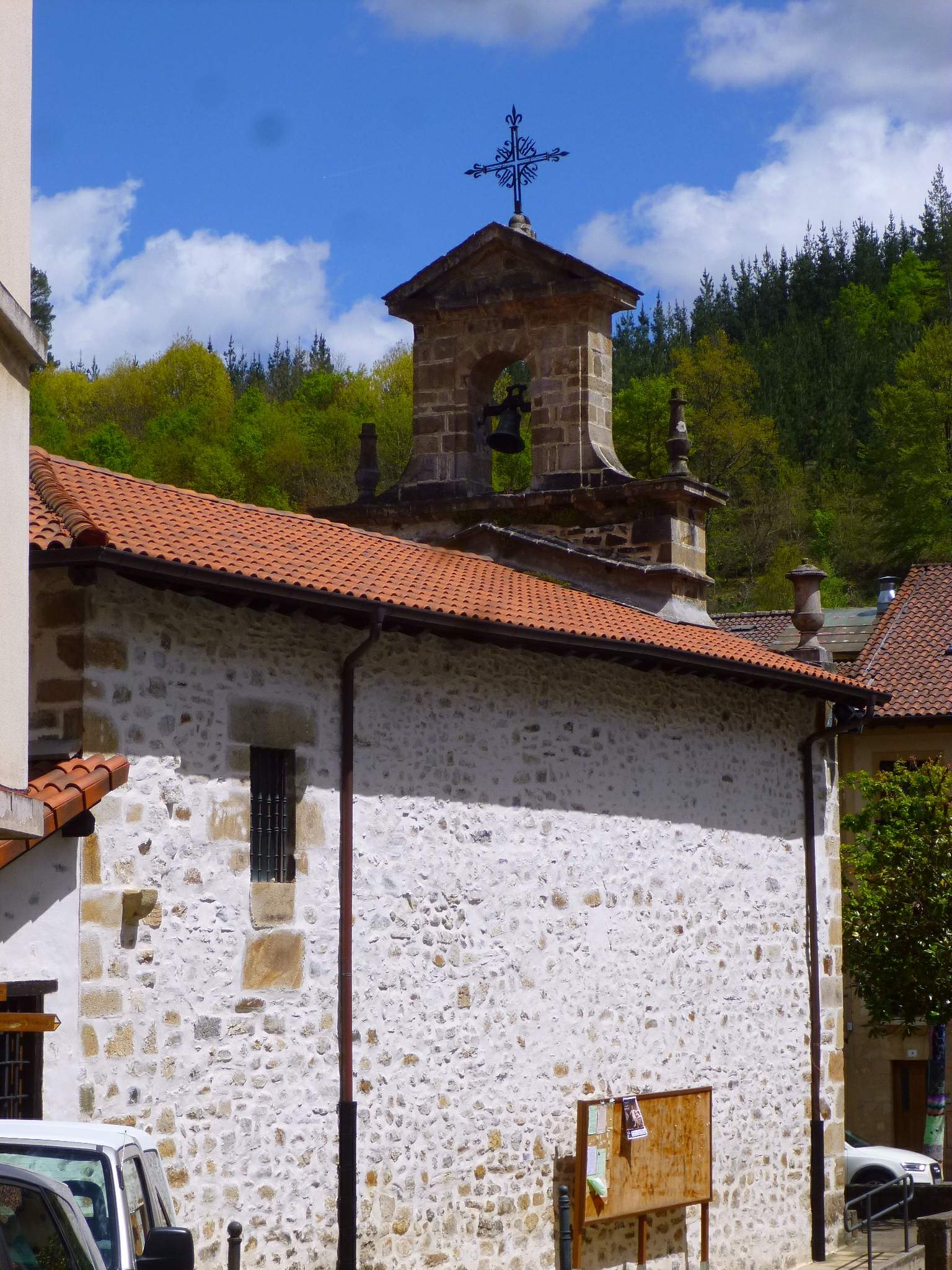
Einsiedelei San Sebastián
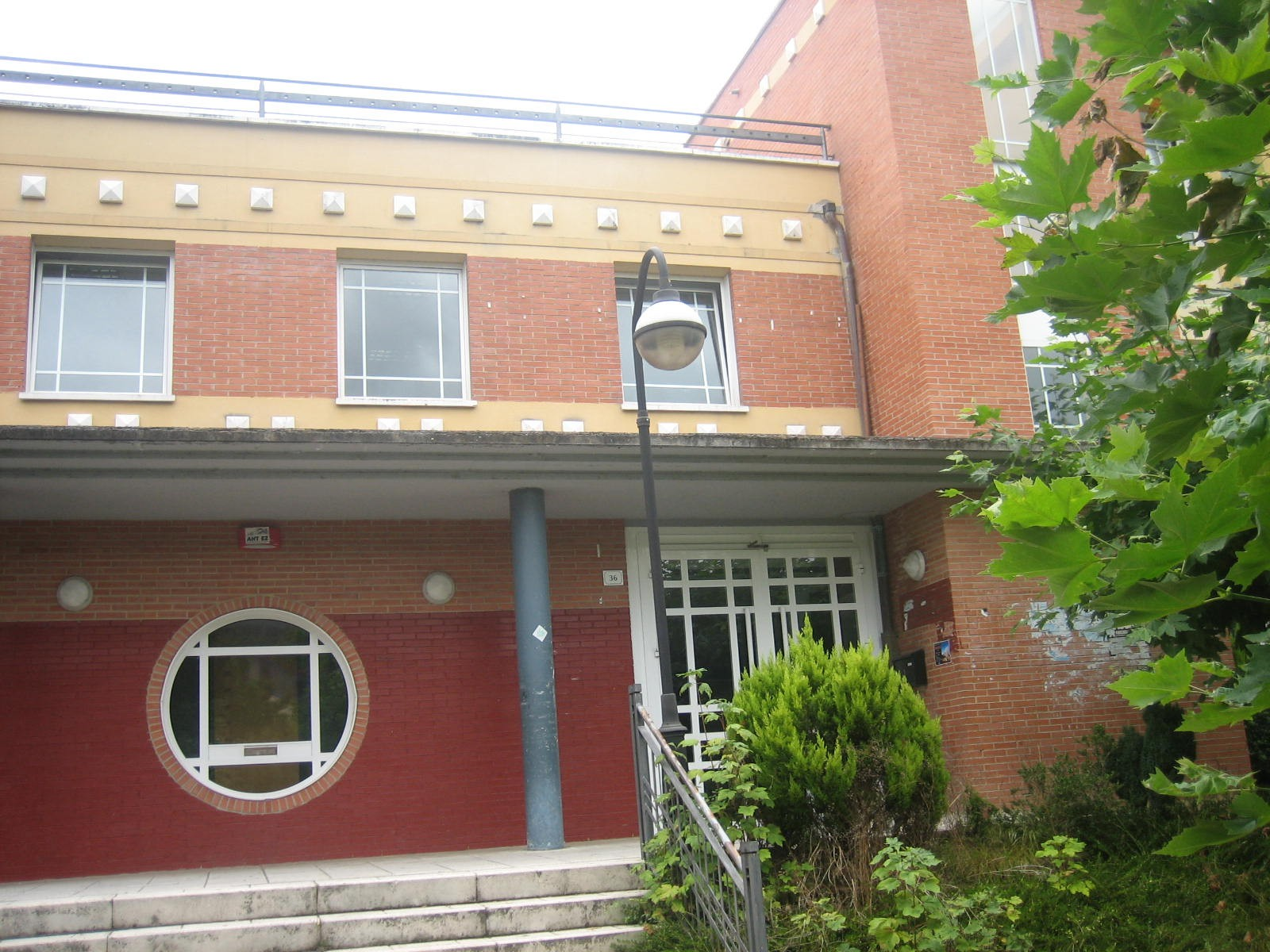
Öffentliche Bibliothek
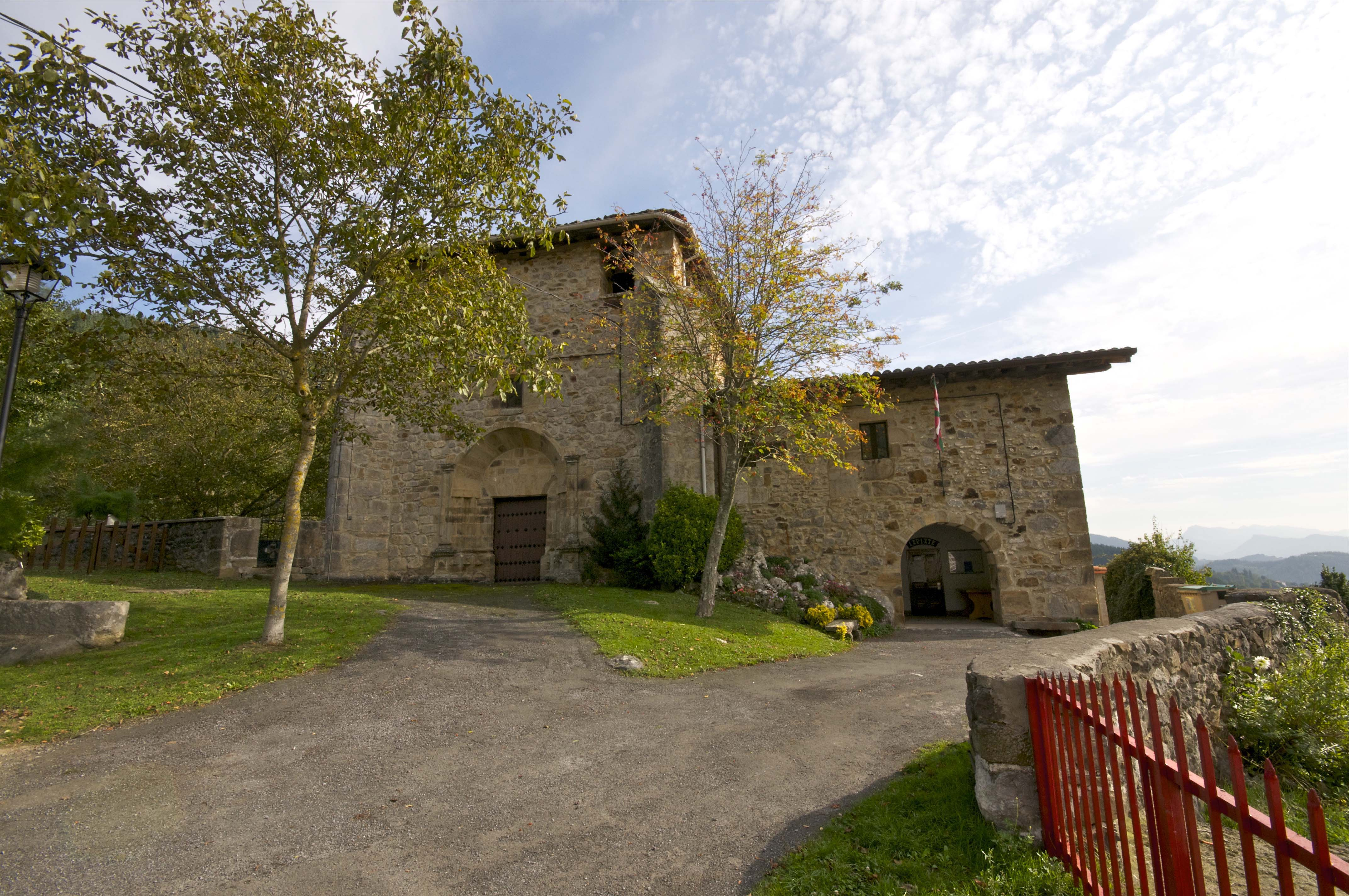
Bauernhaus im Viertel Gantzaga